# Lukas Binder
Lukas Binder (* 30. Juni 1992 in Leipzig) ist ein deutscher Handballspieler, der beim deutschen Bundesligisten SC DHfK Leipzig unter Vertrag steht.

## Karriere
Via sportlicher Erziehung seines Großvaters kam Lukas Binder in die Jugendmannschaft des SG LVB Leipzig. Hierbei wurde er unter anderem auch vom Deutschen Handballbund (DHB) zu Kursen der Jugendnationalmannschaft eingeladen. 2008 wechselte er zum SC DHfK Leipzig. Während Binder in seinem ersten Jahr beim SC DHfK im A-Jugendteam auflief, schaffte er bereits mit 17 Jahren den Sprung in das Oberligateam, mit dem er die Sachsenmeisterschaft gewann sowie in die 3. Liga aufstieg. In der Saison 2009/10 wurde er Meister in der Oberliga.
Binder unterschrieb im Jahre 2010 einen Dreijahresvertrag beim SC DHfK Leipzig. Schon in der folgenden Spielzeit gewann Leipzig den Drittligatitel und stieg in die 2. Bundesliga auf, wo Uwe Jungandreas das Amt des Chefcoaches übernahm. Ab der Saison 2013/14 übernahm Christian Prokop als Cheftrainer die Geschicke der Bundesligamannschaft des SC DHfK Leipzig. Seit November 2014  bis 2016 war Binder Kapitän der 1. Mannschaft, mit der er 2015 in die Bundesliga aufstieg. In der Aufstiegssaison erzielte der Außenspieler 158 Tore (zwei 7-Meter). In der Saison 2015/16 erreichte der Erstligaaufsteiger mit Binder am Ende den 11. Tabellenplatz. Im Dezember 2016 wurde Binder von den Trainern der Bundesliga ins All Star-Team 2017 gewählt. Im Februar 2021 verlängerte der SC DHfK Leipzig mit Lukas Binder bis zum Jahre 2025 den gemeinsamen Vertrag. Am 14. Oktober erzielte er im Spiel gegen den THW Kiel sein 750. Tor in der Bundesliga.

## Bundesligabilanz
| Saison  | Verein          | Spielklasse   | Spiele | Tore | 7-Meter | Feldtore |
| ------- | --------------- | ------------- | ------ | ---- | ------- | -------- |
| 2011/12 | SC DHfK Leipzig | 2. Bundesliga | 36     | 27   | 0       | 27       |
| 2012/13 | SC DHfK Leipzig | 2. Bundesliga | 36     | 63   | 0       | 63       |
| 2013/14 | SC DHfK Leipzig | 2. Bundesliga | 36     | 138  | 1       | 137      |
| 2014/15 | SC DHfK Leipzig | 2. Bundesliga | 33     | 158  | 2       | 156      |
| 2015/16 | SC DHfK Leipzig | Bundesliga    | 32     | 84   | 0       | 84       |
| 2016/17 | SC DHfK Leipzig | Bundesliga    | 33     | 97   | 0       | 97       |
| 2017/18 | SC DHfK Leipzig | Bundesliga    | 32     | 52   | 0       | 52       |
| 2018/19 | SC DHfK Leipzig | Bundesliga    | 30     | 55   | 0       | 55       |
| 2019/20 | SC DHfK Leipzig | Bundesliga    | 26     | 90   | 0       | 90       |
| 2020/21 | SC DHfK Leipzig | Bundesliga    | 37     | 137  | 0       | 137      |
| 2021/22 | SC DHfK Leipzig | Bundesliga    | 34     | 125  | 0       | 125      |
| 2022/23 | SC DHfK Leipzig | Bundesliga    | 33     | 92   | 0       | 92       |
| 2023/24 | SC DHfK Leipzig | Bundesliga    | 33     | 103  | 2       | 101      |
| 2011–15 | gesamt          | 2. Bundesliga | 141    | 386  | 3       | 383      |
| 2015–   | gesamt          | Bundesliga    | 290    | 835  | 2       | 833      |

Stand 4. Juli 2024